# Приходько-Придченский
Приходько-Придченский — хутор в Милютинском районе Ростовской области. Входит в состав Николо-Березовского сельского поселения.

## География

### Улицы
- ул. Березовая,
- ул. Петровка,
- ул. Речная.

## Население
| 2010 |
| ---- |
| 210  |

## Достопримечательности
Территория Ростовской области была заселена еще в эпоху неолита. Люди, живущие на древних стоянках и поселениях у рек, занимались в основном собирательством и рыболовством. Степь для скотоводов всех времён была бескрайним пастбищем для домашнего рогатого скота. От тех времен осталось множество курганов с захоронениями  жителей этих мест. Курганы и курганные группы находятся на государственной охране.
Поблизости от территории хутора Приходько-Придченского Милютинского района расположено несколько достопримечательностей – памятников археологии. Они охраняются в соответствии с Федеральным законом от 25.06.2002 N 73-ФЗ "Об объектах культурного наследия (памятниках истории и культуры) народов Российской Федерации", Областным законом от 22.10.2004 N 178-ЗС "Об объектах культурного наследия (памятниках истории и культуры) в Ростовской области", Постановлением Главы администрации РО от 21.02.97 N 51 о принятии на государственную охрану памятников истории и культуры Ростовской области и мерах по их охране и др. 
- Курганная группа "Липовый" (2 кургана). Находится на расстоянии около 4,0 км к северо-востоку от хутора Приходько-Придченского.
- Курганная группа "Приходько-Приучанское" (13 курганов). Находится на расстоянии около полутора  километров к северу от хутора Приходько-Придченского.
- Поселение "Приходько-Приучанское". Находится на юго-восточной окраине хутора Приходько-Придченского[3].